# Уэст-Айленд
Уэ́ст-А́йленд (англ. West Island) — столица Кокосовых островов, которые являются Внешней территорией Австралии.

## Географические данные
Город находится на одноимённом острове, в основном население сосредоточено в центре острова. Здесь имеется больница, несколько отелей и кафе. Всю северную и южную часть острова занимают плантации пальм. На севере острова есть пристань, цистерны для хранения топлива, пляж и изолированная станция. Рядом с аэропортом, построенным во время Второй мировой войны, имеется метеорологическая обсерватория. В юго-востоке от острова находится национальный парк Пулу, созданный в 1995 году.
Расстояние до Австралии 2100 км.

## Население
Население острова — 133 человека (2011). Населён преимущественно малайцами.